# Quantification vectorielle
Pour les articles homonymes, voir quantification.
La quantification vectorielle est une technique de quantification souvent utilisée dans la compression de données avec pertes de données (Lossy Data Compression) pour laquelle l'idée de base est de coder ou de remplacer par une clé des valeurs d'un espace vectoriel multidimensionnel vers des valeurs d'un sous-espace discret de plus petite dimension. Le vecteur de plus petit espace nécessite moins d'espace de stockage et les données sont donc compressées.
La réduction vers un sous-espace est habituellement réalisée par une projection, ou en utilisant un dictionnaire (codebook). Dans certains cas, l'implémentation d'un codebook peut aussi bien servir au codage de l'entropie des valeurs discrètes qu'à la génération de valeurs codées à longueur variable et à code préfixe.